# Konkumbenz
Konkumbenz (konkumbieren, konkumbiert, von lat. Concumbere (concubitum) – im Sinne von: „sich zu jemandem legen“, „mit jemandem schlafen“, im weiteren Sinne: „Beischlaf“) ist eine veraltete Bezeichnung für den ehelichen (affinitas legitima) oder unehelichen Beischlaf (affinitas illegitima) eines Mannes bei einer Frau.
In der rechtswissenschaftlichen Literatur hat der Begriff vor allem Bedeutung erlangt im Zusammenhang mit der außerehelichen Konkumbenz, insbesondere im Zusammenhang mit der Frage der Verantwortung für ein aus der Beiwohnung entstandenes Kind und die sachliche wie finanzielle Unterstützung des Vaters an die Mutter und das Kind (Alimentation).